# Museo Solomon
El Museo Solomon (en albanés: Muzeu Solomon) es un museo en la ciudad albanesa de Berat dedicado a la historia de la comunidad judía en ese país. Es el único museo de historia judía en Albania y el único museo judío en idioma albanés.

## Historia
Durante la Segunda Guerra Mundial, el ejército italiano invadió Albania en 1939, los invasores fueron menos agresivos con la población que el ejército alemán que invadió Kosovo. Cuando cientos de judíos de Kosovo fueron enviados a campos de concentración, las autoridades locales los ayudaron a escapar hacia las zonas rurales de Albania. Ya en 1942, cerca de 1000 judíos habían escapado hacia Albania, las familias albanesas los acogieron y los escondieron alrededor de Berat, Kavajë, Krujë, Tirana, Fier, Shijak y Shkoder. Cuando en 1943 Alemania tomó el control de Albania, las autoridades locales se negaron a entregar a los judíos. Esta protección de los albaneses hacia los judíos se cree que está relacionado con la idea de "Besa" —traducida libremente como "fe" o "juramento"—, y que fue lo que prometieron los albaneses al ayudar a los invitados.
El Museo Solomon cuenta las historias de los residentes musulmanes y cristianos específicos de Berat que arriesgaron sus vidas para ayudar a los judíos.
Inaugurado en 2018 por el profesor Simon Vrusho, quien lo financiaba con su propia pensión y pequeñas donaciones, el museo estuvo al borde del cierre después de la muerte de Vrusho en febrero de 2019. Sin embargo, Gazmend Toska, un empresario francoalbanés, leyó sobre el museo y su posible destino, y pagó por la reubicación del museo en un lugar más grande de la ciudad, cuya reubicación tuvo lugar el 29 de septiembre de 2019.

## Colecciones
El museo tiene documentos, fotos y elementos que han pertenecido a la comunidad judía, que llegó desde España a Berat en el siglo XVI, huyendo de la Inquisición. Albania fue el único territorio ocupado por los nazis cuya población judía aumentó durante la Segunda Guerra Mundial. La directora actual del museo es Angjlina Vrusho, la esposa de Simon Vrusho.